# Límite de una sucesión
| {\displaystyle a_{0}=16;a_{n+1}={\frac {a_{n}}{2}}}                                                       |
| {\displaystyle a_{n}={\begin{cases}16&{\mbox{si }}n=0\\{\cfrac {a_{n-1}}{2}}&{\mbox{si }}n>0\end{cases}}} |
| {\displaystyle a_{n}=16\cdot 2^{-n}}                                                                      |

El límite de una sucesión es uno de los conceptos más antiguos del análisis matemático. Es el valor al que tienden los términos de la sucesión cuando {\displaystyle n} toma valores muy grandes. Se representa mediante:
{\displaystyle \lim _{n\to \infty }a_{n}}
y se lee límite cuando {\displaystyle n} tiende a infinito de {\displaystyle a_{n}}.
Este concepto está estrechamente ligado al de convergencia. Una sucesión de elementos de un conjunto es convergente si y solo si en el mismo conjunto existe un elemento (al que se le conoce como límite) al cual la sucesión se aproxima tanto como se desee a partir de un momento dado. Si una sucesión tiene límite, se dice que es una sucesión convergente, y que la sucesión converge o tiende al límite. En caso contrario, la sucesión es divergente o alternada.
La definición significa que finalmente todos los elementos de la sucesión se aproximan tanto como queramos al valor límite. La condición que impone que los elementos se encuentren arbitrariamente cercanos a los elementos subsiguientes no implica, en general, que la sucesión tenga un límite (véase sucesión de Cauchy).
Qué se entiende por próximo da lugar a distintas definiciones de límite dependiendo del conjunto donde se ha definido la sucesión (véase distancia).

## Límite de una sucesión de números reales

### Definición formal
| Una sucesión de números reales {\displaystyle \{\,x_{n}\}_{n\in \mathbb {N} }} converge y tiene límite {\displaystyle L\in \mathbb {R} } cuando {\displaystyle n} tiende a {\displaystyle +\infty } si para todo {\displaystyle \varepsilon >0}, existe un {\displaystyle m\in \mathbb {N} } a partir del cual, si {\displaystyle \,n\geq m}, la distancia de {\displaystyle x_{n}} a {\displaystyle L} es menor que {\displaystyle \varepsilon }, es decir: {\displaystyle \lim _{n\to +\infty }x_{n}=L\quad \Longleftrightarrow \quad \forall \varepsilon >0,\quad \exists m\in \mathbb {N} :\|x_{n}-L\|<\varepsilon \quad \forall n\geq m}. |

### Ejemplos
- La sucesión 1/1, 1/2, 1/3, 1/4, ... converge al límite 0.
- La sucesión 1, -1, 1, -1, 1, ... es oscilante.
- La sucesión 1/2, 1/2 + 1/4, 1/2 + 1/4 + 1/8, 1/2 + 1/4 + 1/8 + 1/16, ... converge al límite 1.
- Si a es un número real con valor absoluto |a| < 1, entonces la sucesión an posee límite 0. Si 0 < a ≤ 1, entonces la sucesión a1/n posee límite 1.
- {\displaystyle \lim _{n\to \infty }{\frac {1}{n^{p}}}=0{\hbox{ si }}p>0}
- {\displaystyle \lim _{n\to \infty }n^{\frac {1}{n}}=1}
- {\displaystyle \lim _{n\to \infty }a^{\frac {1}{n}}=1{\hbox{ si }}a>0}

### Propiedades de sucesiones convergentes
- Toda sucesión convergente tiende a un único valor, lo que se conoce como la  unicidad del límite.
- Si todos los términos de una sucesión son iguales a un mismo valor, entonces el límite es ese valor.
- Si una sucesión {\displaystyle \,\{a_{n}\}} tiene límite positivo, existe un término a partir del cual todos los términos de la sucesión son positivos.
- Si una sucesión {\displaystyle \,\{a_{n}\}} tiene límite negativo, existe un término a partir del cual los términos de la sucesión son negativos.
- Si una sucesión {\displaystyle \,\{a_{n}\}} converge a cero, no se puede asegurar nada acerca del signo de cada uno de los términos de la sucesión.
- Si una sucesión {\displaystyle \,\{a_{n}\}} tiende a menos infinito y {\displaystyle \,\{a_{n}\}<0} entonces {\displaystyle {\frac {1}{a_{n}}}} tiende a 0.
- Si la sucesión (xn) tiene límite entonces es acotada; esto es, hay un número positivo h tal que |xn| {\displaystyle \leq } h para cualquier n.
- Cuando dos sucesiones tienen límite, se tiene que la suma (diferencia) de tales sucesiones tiene límite que es igual a la suma (diferencia) de los respectivos límites de las sucesiones.
- En el caso de que dos sucesiones tengan límites entonces su producto también tiene límite, que es igual producto de los respectivos límites.
- Cuando cada término de una sucesión se multiplica por una constante k, el límite de este producto sucesión es igual al producto de k por el límite de la sucesión.
- Si dos sucesiones son convergentes, siendo la segunda de ellas sin ningún término nulo y límite ≠ 0, entonces  el cociente de la primera entre la segunda tiene límite, que es igual al cociente del límite de la primera entre el límite de la segunda sucesión.
- Si una sucesión es monótona y acotada, entonces converge. Es la condición suficiente para la convergencia de una sucesión, que se conoce también como el Teorema de Weierstrass. Esta proposición es sobre la existencia del límite de una sucesión, pero no provee método alguno para obtener tal límite.
- Para cualquiera sucesión convergente ( no necesariamente monótona) es válida la igualdad: {\displaystyle \lim _{n\to \infty }x_{n+1}=\lim _{n\to \infty }x_{n}}

## Límite de una sucesión compleja
Se dice que la sucesión converge hacia un complejo {\displaystyle \ell } si y solo si
{\displaystyle (\forall \varepsilon \in \mathbb {R} _{+}^{*})(\exists N\in \mathbb {N} )(\forall n\in \mathbb {N} )(n\geq N\Rightarrow |u_{n}-\ell |<\varepsilon )}
Nótese que es la misma definición que para {\displaystyle \mathbb {R} }, con módulo en lugar del valor absoluto.
Se puede escribir
{\displaystyle \lim _{n\to +\infty }u_{n}=\ell } o más simplemente, si no hay ambigüedad {\displaystyle \lim u=\ell }
Las sucesiones complejas convergentes poseen las mismas propiedades que las sucesiones reales, excepto las de relación de orden: el límite es único, una sucesión convergente tiene módulo acotado, toda sucesión de Cauchy converge (en efecto, {\displaystyle \mathbb {C} } es también completo).

## Ejemplos
- Sucesiones en {\displaystyle \mathbb {R} } o {\displaystyle \mathbb {C} }
- Sucesiones en {\displaystyle \mathbb {R} ^{n}}

Diagrama de un hexágono y un pentágono circunscritos fuera de un círculo. La sucesión dada por los perímetros de polígonos regulares de n lados que circunscriben el círculo unitario tiene un límite igual al perímetro del círculo, es decir,. La sucesión correspondiente para polígonos inscritos tiene el mismo límite.

- Sucesiones en el espacio {\displaystyle \ell ^{p}}
- Sucesiones en el espacio {\displaystyle L^{2}({\mathbb {R} }^{n})}
- Sucesiones en el espacio de las funciones continuas {\displaystyle C[a,b]\,}

## Tipos de convergencia

### Convergencia puntual
El concepto de convergencia puntual es uno de los varios sentidos en los cuales una sucesión de funciones puede converger a una función particular.
Una sucesión de funciones {\displaystyle f_{n}:S\to M} definidas en un conjunto no vacío {\displaystyle S\,}  con valores en un espacio métrico {\displaystyle (M,d\,)} converge puntualmente a una función {\displaystyle f:S\to M} si

{\displaystyle \lim _{n\to \infty }f_{n}(x)=f(x)}

para cada {\displaystyle x\in S} fijo. Esto significa que

(5){\displaystyle \forall x\in S\quad \forall \varepsilon >0\quad \exists \,N\in \mathbb {N} \quad |\quad n\geq N\ \Longrightarrow \ d(f_{n}(x),f(x))<\varepsilon .}

La sucesión de funciones {\displaystyle f_{n}(x):=x/n\,} con {\displaystyle x\in [0,1]} converge puntualmente a la función {\displaystyle f(x):=0\,} puesto que

{\displaystyle \left\vert {\frac {x}{n}}\right\vert \leq {\frac {1}{n}}\to 0}

para cada {\displaystyle x\in [0,1]} fijo.

### Convergencia uniforme
Una sucesión de funciones {\displaystyle f_{n}:S\to M} definidas en un conjunto no vacío {\displaystyle S\,}  con valores en un espacio métrico {\displaystyle (M,d\,)} converge uniformemente a una función {\displaystyle f:S\to M} si para todo {\displaystyle \varepsilon >0} existe un natural {\displaystyle N\,} (que depende de {\displaystyle \varepsilon }) tal que

{\displaystyle d(f_{n}(x),f(x))<\varepsilon }

para todo {\displaystyle x\in S} y todo {\displaystyle n\geq N}. Es decir,

(6){\displaystyle \forall \varepsilon >0\quad \exists \,N\in \mathbb {N} \quad |\quad d(f_{n}(x),f(x))<\varepsilon \quad \forall x\in S\quad \forall n\geq N.}

El concepto de convergencia uniforme es un concepto más fuerte que el de convergencia puntual. En (5), {\displaystyle N\,} puede depender de {\displaystyle \varepsilon } y de {\displaystyle x\,} mientras que en (6), {\displaystyle N\,} sólo puede depender de {\displaystyle \varepsilon }. Así, toda sucesión que converge uniformemente, converge puntualmente. El enunciado recíproco es falso, y un contraejemplo clásico lo constituyen las sucesión de funciones {\displaystyle f_{n}:[0,1]\to \mathbb {R} } definidas por {\displaystyle f_{n}(x)=x^{n}\,}. Esta sucesión converge puntualmente a la función

{\displaystyle f(x)={\begin{cases}0,&{\mbox{si}}\quad 0\leq x<1\\1,&{\mbox{si}}\quad x=1\end{cases}}}

ya que

{\displaystyle |f_{n}(x)-f(x)|=|x^{n}|\to 0\quad {\mbox{si}}\quad 0\leq x<1}

mientras que {\displaystyle \vert f_{n}(1)-f(1)\vert =0.} Sin embargo esta sucesión no converge uniformemente, pues para {\displaystyle \varepsilon =1/4,} no existe un {\displaystyle N\,} que satisfaga (6).
De especial interés es el espacio de las funciones continuas {\displaystyle C(\Omega )\,} definidas sobre un compacto {\displaystyle \Omega \subset \mathbb {R} ^{n}.} En este caso, una sucesión de funciones {\displaystyle f_{n}\in C(\Omega ),\,} converge uniformemente a una función {\displaystyle f\in C(\Omega ),\,} si, y sólo si, converge en la norma del sup, i.e.,

{\displaystyle f_{n}{\stackrel {u}{\longrightarrow }}\ f\quad \Longleftrightarrow \quad f_{n}{\stackrel {\Vert \cdot \Vert }{\longrightarrow }}\ f}

## Sucesiones en otros espacios matemáticos
Una sucesión de elementos {\displaystyle \{x_{n}\}\,} de un espacio métrico {\displaystyle (M,d\,)} converge a un elemento {\displaystyle x\in M} si para todo número {\displaystyle \varepsilon >0,} existe un entero positivo {\displaystyle N\,} (que depende de {\displaystyle \varepsilon }) tal que

(1){\displaystyle n\geq N\quad \Longrightarrow \quad d(x_{n},x)<\varepsilon .}

Intuitivamente, esto significa que los elementos {\displaystyle x_{n}\,} de la sucesión se pueden hacer arbitrariamente cercanos a {\displaystyle x\,} si {\displaystyle n\,} es suficientemente grande, ya que {\displaystyle d(x_{n},x\,)} determina la distancia entre {\displaystyle x_{n}\,} y {\displaystyle x\,}. A partir de la definición es posible demostrar que si una sucesión converge, lo hace hacia un único límite.
La definición se aplica en particular a los  espacios vectoriales normados y a los  espacios con producto interno. En el caso de un espacio normado {\displaystyle (E,\Vert \cdot \Vert ),} la norma {\displaystyle \Vert \cdot \Vert } induce la métrica {\displaystyle d(x,y):=\Vert y-x\Vert } para cada {\displaystyle x,y\in E}; en el caso de un espacio con producto interno {\displaystyle (E,\langle \cdot ,\cdot \rangle ),} el producto interno {\displaystyle \langle \cdot ,\cdot \rangle } induce la norma {\displaystyle \Vert x\Vert ={\sqrt {\langle x,x\rangle }}} para cada {\displaystyle x\in E.}

### Convergencia uniforme sobre compactos

#### Convergencia débil
Una sucesión se dice que converge débilmente a {\displaystyle x} o en sentido débil si para toda funcional lineal {\displaystyle f}, {\displaystyle f(x_{n})} converge a {\displaystyle f(x)}.
Por ejemplo la sucesión {\displaystyle 1/n} desde {\displaystyle n=1} hasta infinito converge débilmente a cero. Pues:

{\displaystyle \lim _{n\to \infty }f\left({\frac {1}{n}}\right)=\lim _{n\to \infty }{\frac {n}{n}}\cdot f\left({\frac {1}{n}}\right)=\lim _{n\to \infty }{\frac {f\left({\frac {n}{n}}\right)}{n}}=\lim _{n\to \infty }{\frac {f(1)}{n}}=0} 

Todo esto, pues {\displaystyle f} es lineal.

### Límite en un espacio topológico
Una generalización de esta relación, para una sucesión de puntos {\displaystyle \{x_{n}|n\in \mathbb {N} \}\;} en un espacio topológico T:
Si {\displaystyle L\in T\;} se dice que L es un límite de esta sucesión y se escribe
{\displaystyle L=\lim _{n\to \infty }x_{n}}
si y solo si para todo entorno S de L existe un número natural N tal que {\displaystyle x_{n}\in S\;} para todo {\displaystyle n>N.\;}
De forma intuitiva, suponiendo que se tiene una sucesión de puntos (por ejemplo un conjunto infinito de puntos numerados utilizando los números naturales) en algún tipo de objeto matemático (por ejemplo los números reales o un espacio vectorial) que admite el concepto de entorno (en el sentido de "todos los puntos dentro de una cierta distancia de un dado punto fijo"). Un punto L es el límite de la sucesión si para todo entorno que se defina, todos los puntos de la sucesión (con la posible excepción de un número finito de puntos) están próximos a L. Esto puede ser interpretado como si hubiera un conjunto de esferas de tamaños decrecientes hasta cero, todas centradas en L, y para cualquiera de estas esferas, solo existiera un número finito de números fuera de ella.
Es posible también que una sucesión en un espacio topológico general, pueda tener varios límites diferentes,[cita requerida] pero una sucesión convergente posee un único límite si T es un espacio de Hausdorff, por ejemplo la recta real (extendida), el plano complejo, sus subconjuntos (R, Q, Z...) y productos cartesianos (Rn...).

## Teoría de la probabilidad
En teoría de la probabilidad existen diferentes nociones de convergencia: convergencia de funciones medibles, convergencia en distribución y límites de variables aleatorias.

## Historia
El filósofo griego Zenón de Elea es famoso por formular sus paradojas que implican procesos limitantes.
Leucipo de Mileto, Demócrito, Antífono, Eudoxo de Cnido y Arquímedes desarrollaron el método de agotamiento, que utiliza una secuencia infinita de aproximaciones para determinar un área o un volumen. Arquímedes logró resumir lo que hoy se llama una serie geométrica.
Grégoire de Saint-Vincent dio la primera definición de límite (término) de una serie geométrica en su obra Opus Geometricum (1647): "El término de una progresión es el final de la serie, que ninguna progresión puede alcanzar, incluso si ella continúa en el infinito, pero al que puede acercarse más que un segmento dado."
Pietro Mengoli anticipó la idea moderna de límite de una secuencia con su estudio de cuasiproporciones en Geometriae speciosae elementa (1659). Usó el término cuasi infinito para ilimitado y cuasi nulo para una función de desaparición.
Newton trató las series en sus obras Análisis con series infinitas (escrito en 1669, distribuido en manuscrito, publicado en 1711), Método de las fluxiones y series infinitas (escrito en 1671, publicado en traducción al inglés en 1736, original en latín publicado mucho más tarde) y Tractatus de Quadratura Curvarum (escrito en 1693, publicado en 1704 como apéndice de su Optiks). En este último trabajo, Newton considera la expansión binomial de {\textstyle (x+o)^{n}}, que luego linealiza tomando el límite cuando {\textstyle o} tiende a {\textstyle 0}.
En el siglo XVIII, matemáticos como Euler lograron sumar algunas series divergentes deteniéndose en el momento adecuado; no les importaba mucho si existía un límite, siempre que pudiera calcularse. A finales de siglo, Lagrange en su Théorie des fonctions analytiques (1797) opinó que la falta de rigor impedía un mayor desarrollo del cálculo. Gauss en su estudio de series hipergeométricas (1813) investigó rigurosamente por primera vez las condiciones bajo las cuales una serie convergía hasta un límite.
La definición moderna de límite (para cualquier {\textstyle \varepsilon } existe un índice {\textstyle N} de modo que...) fue dada por Bernard Bolzano (Der binomische Lehrsatz, Praga 1816, que fue poco notada en la época), y por Karl Weierstrass en la década de 1870.